# George Alexander Walkem
Pour les articles homonymes, voir George Walkem et Walkem.
George Alexander Walkem (8 juillet 1872–13 décembre 1946) est un homme politique canadien de la Colombie-Britannique. Il est député provincial conservateur de la circonscription britanno-colombienne de Vancouver City de 1928 à 1933. 

## Biographie
Né à Kingston en Ontario, Walkem étudie sur place et à l'université McGill. Il sert dans le corps des Royal Engineers pendant la Première Guerre mondiale. Il est préfet de Point Grey 1923 à 1924, ainsi que président de la Vancouver Machinery Depot Ltd., de la Gulf of Georgia Towing Co. et de la B.C. Dock Co.. 
Walkem meurt à Vancouver en décembre 1946 à l'âge de 74 ans.